# Echte Mehlbeere
Die Echte Mehlbeere oder Gewöhnliche Mehlbeere im engeren Sinne (Sorbus aria s. str.) ist eine Pflanzenart aus der Gattung der Mehlbeeren (Sorbus) innerhalb der Familie der Rosengewächse (Rosaceae). Sorbus aria s. str. bildet die Hauptart der Untergattung Aria Pers. Sie besitzt einen diploiden Chromosomensatz und vermehrt sich sexuell. Mit Ausnahme von Sorbus domestica bildet sie mit den anderen Hauptarten der Untergattungen von Sorbus fertile primäre Bastarde.
Der Trivialname Mehlbeere bezieht sich wahrscheinlich darauf, dass die reifen und getrockneten Früchte früher dem Brotmehl beigemischt wurden. Ältere Trivialnamen sind Arolsbeere,  Mehlbirne, Mehlbo(o)m, Mehlbaum, Arlsbeere, Silberbaum, Silberlaub, Adlersbeere, Adelsbeere, Arbutenbeere, Elzbeere, Elzbirle, Spierling und Dralbaum sowie Frauenbir(n)le oder Fliederbaum.
Die Echte Mehlbeere ist Baum des Jahres 2024.

## Beschreibung

### Vegetative Merkmale

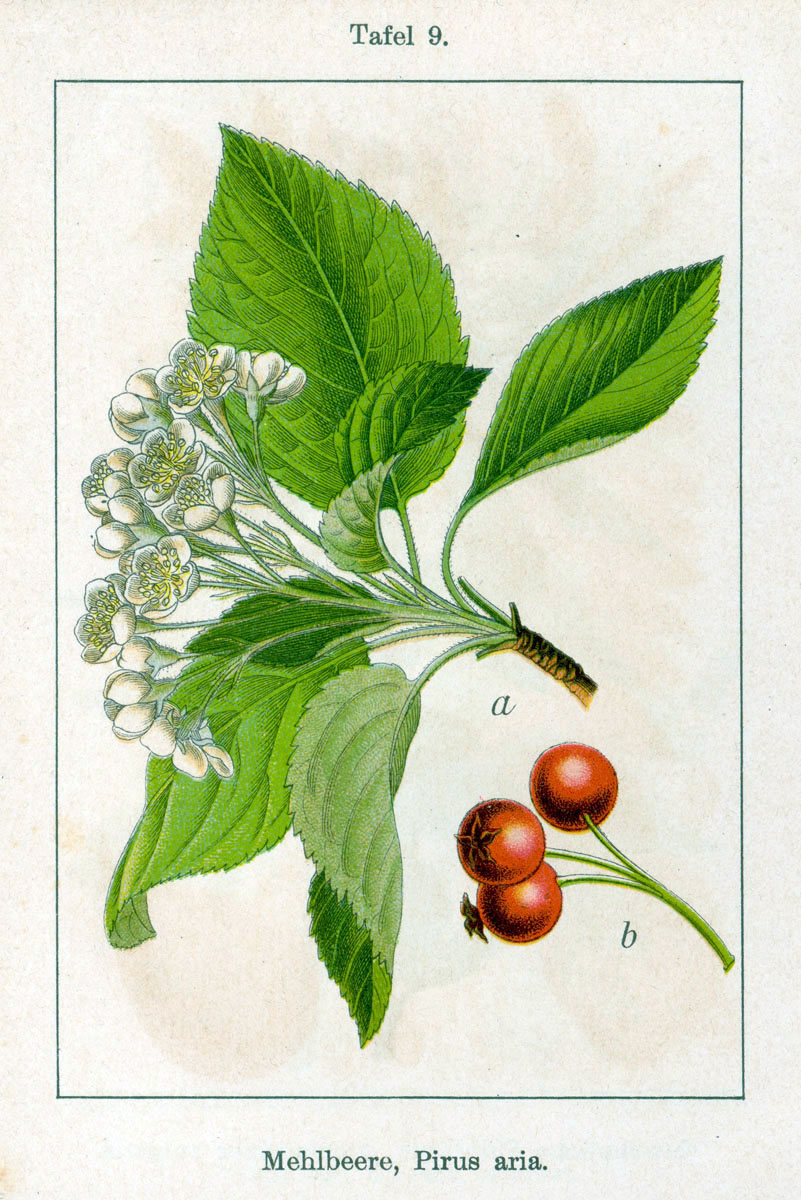
Illustration aus Sturm

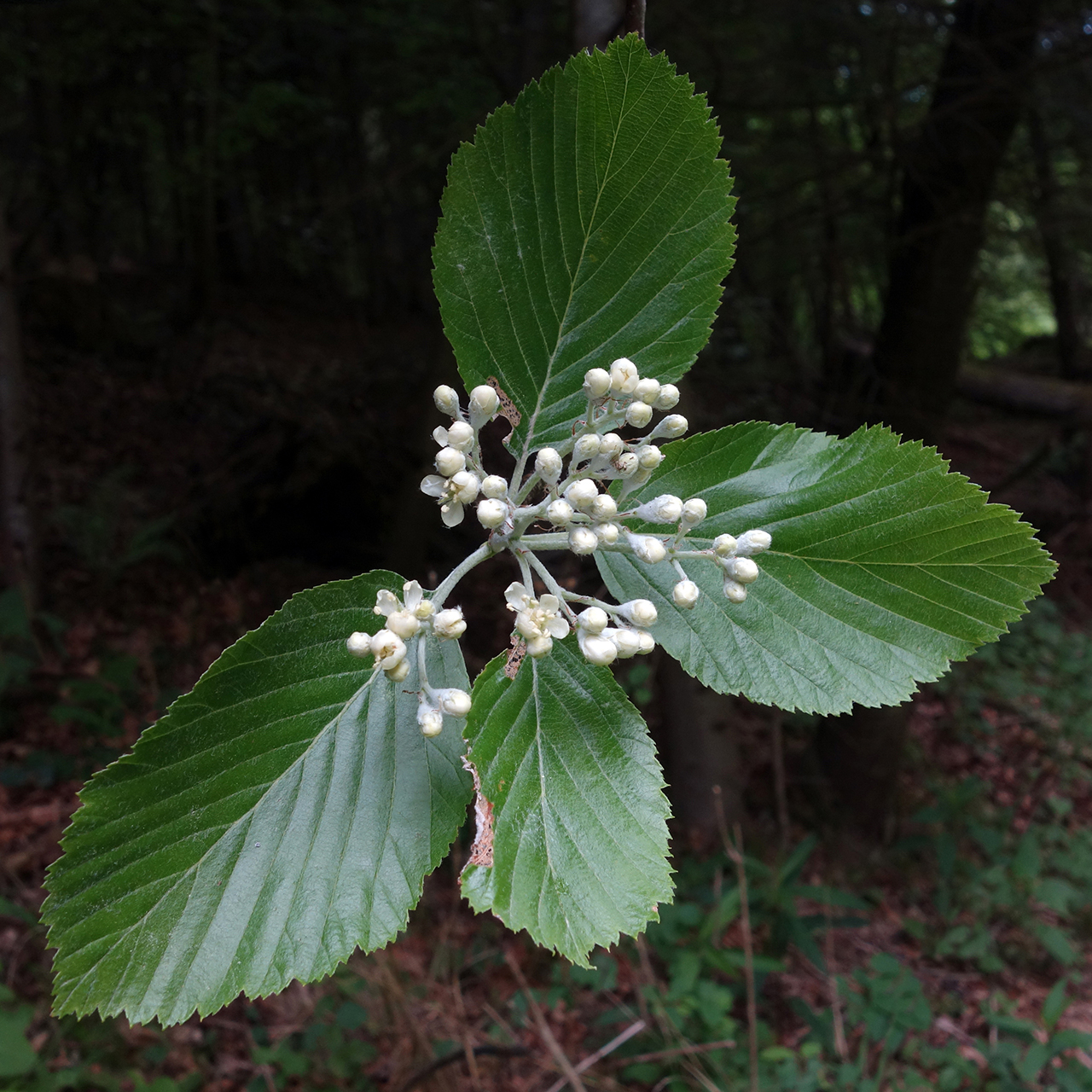
Blätter und junger Blütenstand

Die Echte Mehlbeere wächst meist als laubabwerfender, mittelgroßer Baum der bis über 10 Meter in der Höhe erreicht. Selten finden sich Exemplare, die eine Höhe bis über 20 Meter entwickeln. Der Stammdurchmesser erreicht über 50 Zentimeter, selten bis über 80 Zentimeter und sie kann bis 200 Jahre alt werden. Sie kann in Felsgebüschen oder nach Stockhieb auch strauchförmig vorkommen. Die Wurzeln dringen ziemlich tief in den Boden ein. Die schwarzgraue Borke weist weiße Flecken auf. Sie bleibt lange glatt. Erst im Alter entwickeln sich Längsrisse.
Die Krone ist dicht belaubt. Die anfangs glänzend braunrot berindeten und dicht grauweiß-filzig behaarten Zweige verkahlen später. Vor allem an Kurztrieben zeigen die Ränder der Knospenschuppen eine weißfilzige Behaarung.
Die wechselständig an den Zweigen angeordneten Laubblätter sind in Blattstiel und -spreite gegliedert. Die Länge des Blattstiels entspricht etwa einem Fünftel der Blattspreite. Die Blattspreite entwickelt an Kurztrieben eine Länge von etwa 5 bis 12 Zentimeter und eine Breite von 5 bis 9 Zentimeter. Die Blattform ist sehr variabel. Die meisten Blätter besitzen eine eiförmig-elliptische bis länglich-lanzettliche Form. Daneben gibt es auch solche mit fast kreisrunder Ausprägung. Typisch ist, dass die Spreite in der Mitte oder unterhalb von ihr am breitesten ist. Der Blattgrund ist in der Regel abgerundet, manchmal auch keilförmig verschmälert. Die Blattspitze kann stumpf oder spitz ausgestaltet sein. Die Blatttextur ist relativ dünn, im Herbst wird sie etwas derber. Die (9-) 10 bis 14 (-15) dicht nebeneinander stehende Nervenpaare zweigen spitzwinklig vom Hauptnerv ab. Der Blattrand ist ungleichmäßig doppelt gesägt. Die mittelgroßen, nach außen gebogenen und zur Blattspitze hin ausgerichteten Blattzähne sind gewöhnlich ebenso lang wie breit oder länger als breit. Die dunkelgrüne Blattoberseite ist anfangs filzig behaart, verkahlt jedoch bald. Die Blattunterseite weist eine rein weißfilzige Behaarung auf. Auf den Nerven und am Blattstiel ist die Behaarung spärlich drüsenzottig ausgeprägt. An Schattenblättern kann die Behaarung der Blattunterseite auch eine grünlichweiße Farbe zeigen.

### Generative Merkmale

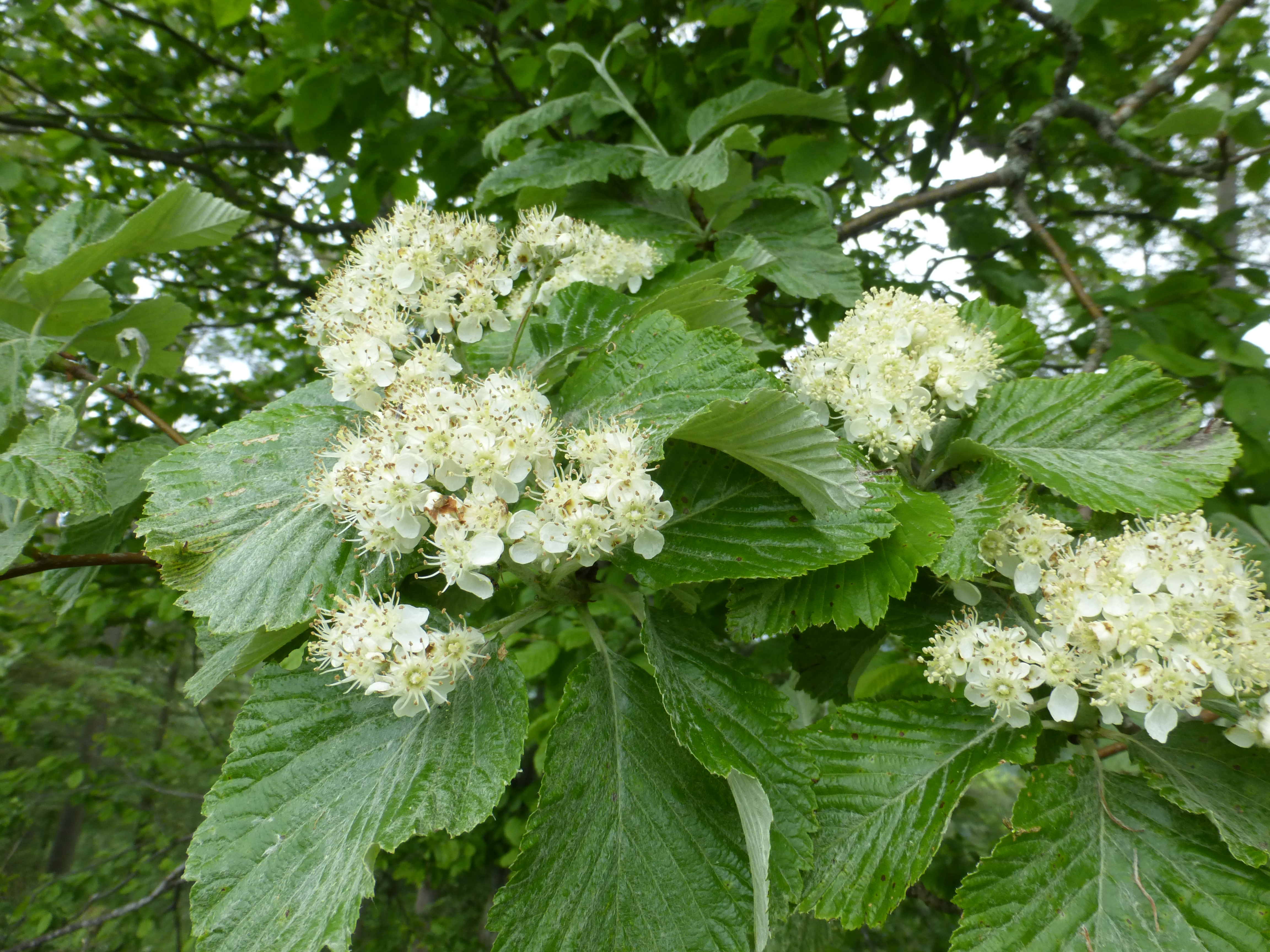
Blüte der Echten Mehlbeere (Sorbus aria s. str.) bei Wiesensteig (Schwäbische Alb), 29. Mai 2016

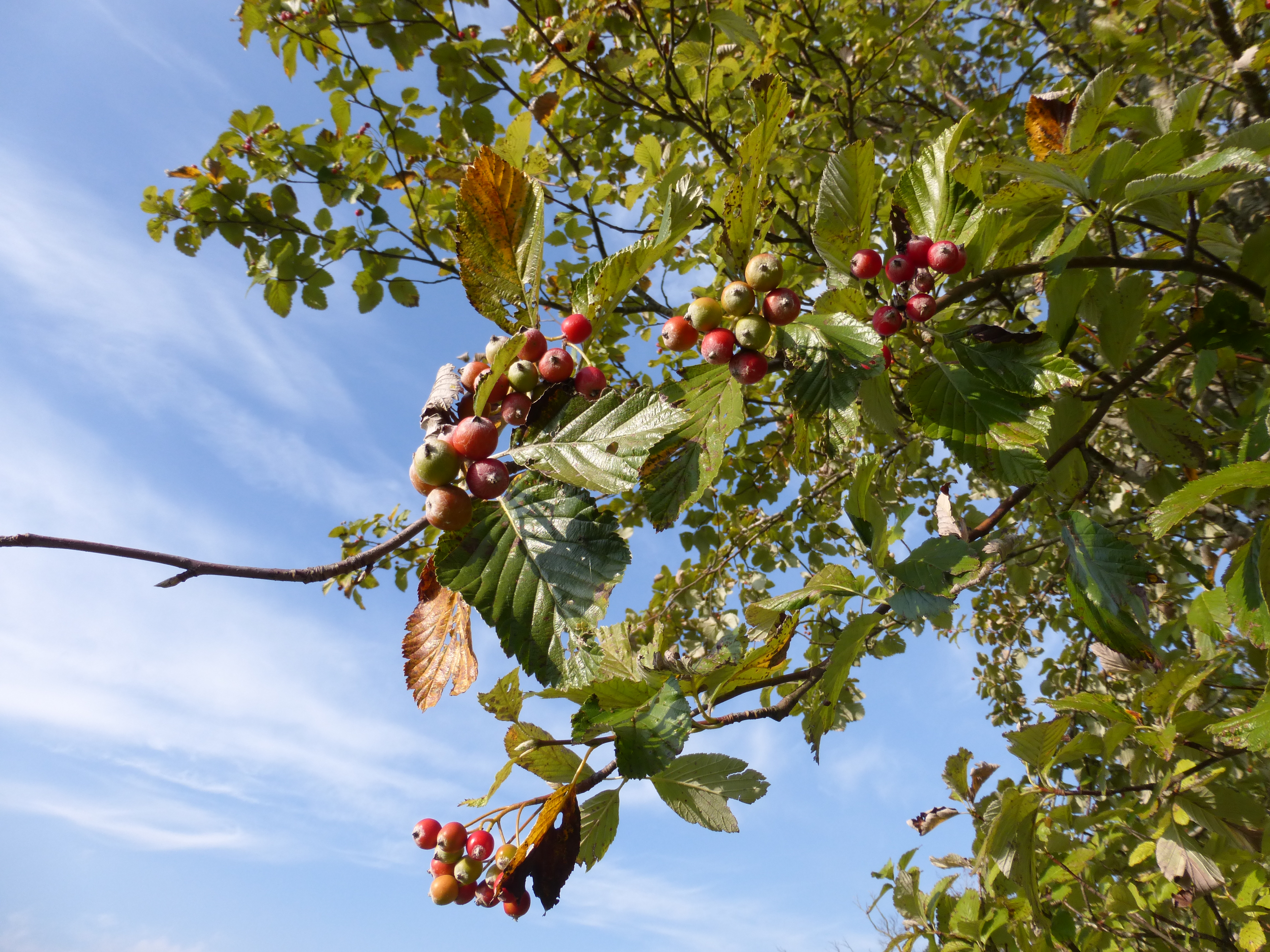
Echte Mehlbeere (Sorbus aria s. str.) mit Früchten in der Herbrechtinger Heide (Schwäbische Alb, Baden-Württemberg), 10. September 2014

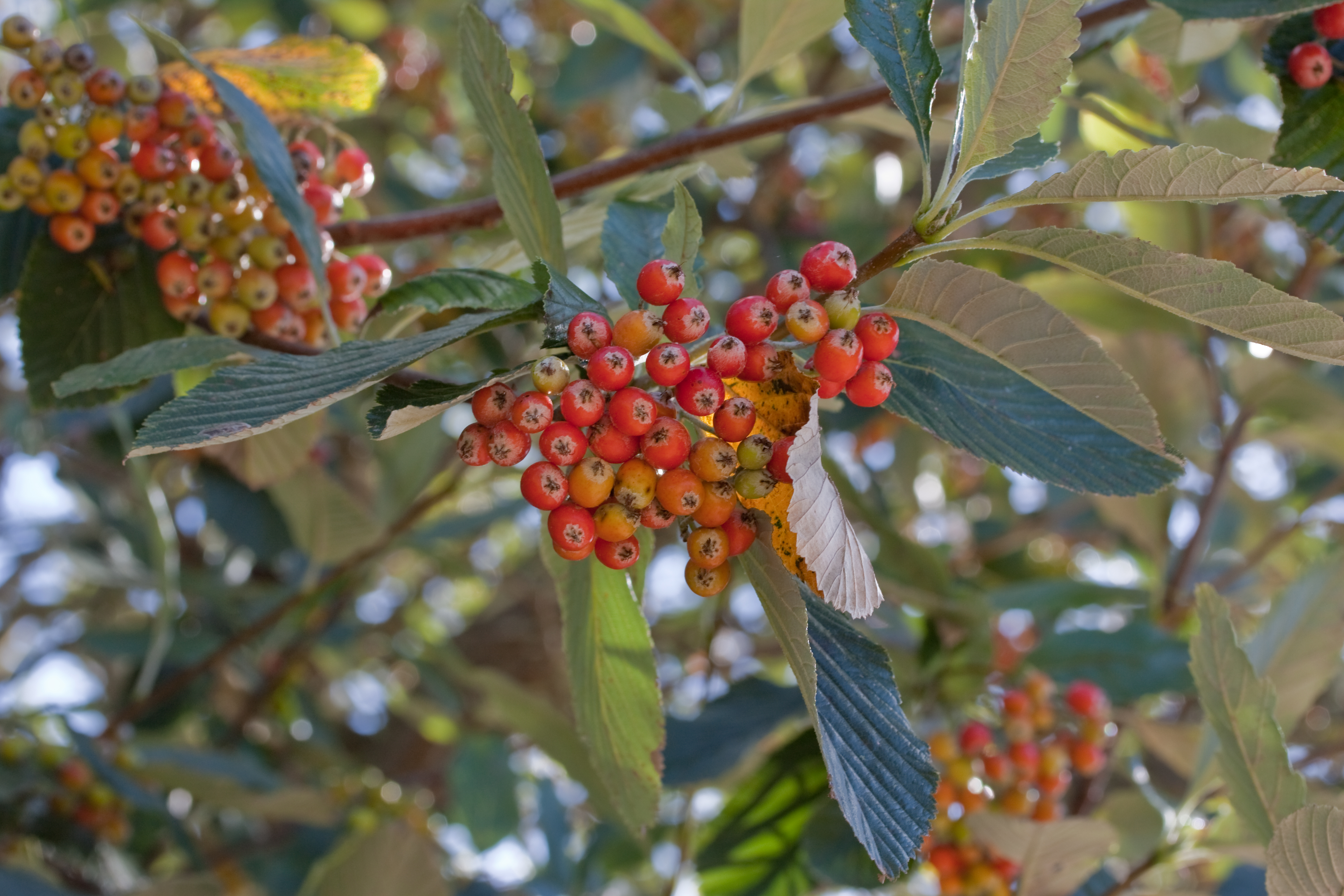
Fruchtstand

Die Blütezeit erstreckt sich von Mai bis Juni. Die duftenden, weißen Blüten der Echten Mehlbeere stehen in zusammengesetzten halbkugeligen Scheindolden zusammen, die zur Blütezeit eine Breite von etwa 7 bis 12 Zentimeter aufweisen. Die Blütenstände sind weißfilzig behaart und aufrecht orientiert. Die zwittrigen Blüten sind radiärsymmetrisch und fünfzählig mit doppelter Blütenhülle. Ihr Durchmesser beträgt 10 bis 15 Millimeter. Die fleischigen, kurz dreieckigen Kelchblätter und der Blütenbecher sind bleibend weißfilzig behaart. Die fünf freien, radförmig ausgebreiteten Kronblätter zeigen auf ihrer Oberseite in Richtung Nagel eine abstehend wollig-filzige Behaarung. 20 Staubblätter mit cremefarbenen Staubbeuteln sind in vier versetzten Kreisen angeordnet. Sie ragen weit aus der Blüte heraus. Die zwei bis vier Fruchtblätter sind nur im unteren Teil miteinander verwachsen und bilden halbunterständige Fruchtknoten aus. Die meist zwei Griffel (analog zur Anzahl der Fruchtblätter) sind frei.
Ab August reifen die kleinen, gelb- bis scharlachroten, eiförmig-kugeligen, bis 1,5 Zentimeter großen, oft etwas behaarten Apfelfrüchte und sehen wie kleine Äpfel aus.
Die Chromosomenzahl beträgt 2n = 34.

## Ökologie
Diese konkurrenzschwache Art tritt nie in reinen Beständen auf, sondern immer nur eingesprengt als Mischbaumart. Die Wurzeln besitzen ektotrophe Mykorrhiza.
Blütenökologisch handelt es sich um vorweibliche, nektarführende Scheibenblumen. Die Bestäubung erfolgt durch Insekten. Die Echte Mehlbeere ist als Bienenweide von Bedeutung. Die Fortpflanzung erfolgt sexuell und apomiktisch.
Die Fruchtreife dauert von September bis Oktober; die Früchte sind Wintersteher.

## Vorkommen

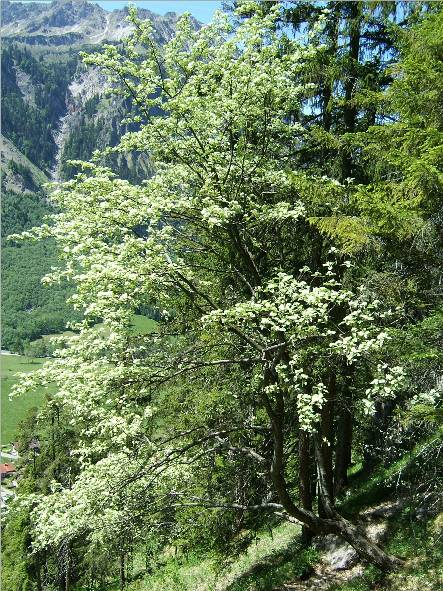
Blühende Mehlbeere (Sorbus aria) im Bergwald

Die Echte Mehlbeere ist in West-, Mittel- und Südeuropa verbreitet. In Nordeuropa und in Teilen Südosteuropas fehlt sie dagegen.
Sie kommt zerstreut in sonnigen Eichen- und Buchenwäldern, im Trockengebüsch, auf Steinriegeln und an Felsen, auch im subalpinen Hochstaudengebüsch vor. Sie gedeiht am besten auf trockenen, kalkreichen Böden an sommerwarmen Stellen. In den Allgäuer Alpen steigt sie in Bayern bei Falken am Älpelekopf bis zu einer Höhenlage von 1600 Metern auf. In Strauchform kommt sie auch in noch höheren Lagen vor.
Nach Ellenberg ist sie ein Mäßigwärmezeiger, subozeanisch verbreitet, ein Schwachsäure- bis Schwachbasezeiger, stickstoffarme Standorte bevorzugend und eine Ordnungscharakterart trockenheitsertragender Eichenmischwälder (Quercetalia pubescenti-petraeae). Sie kommt aber auch in Gesellschaften der Verbände Berberidion, Erico-Pinion, Calamagrostion oder der Ordnung Fagetalia vor.

## Verwendung
Im Vergleich zu anderen Arten der Gattung wird der Nutzen relativ gering bewertet. Die fade schmeckenden Früchte wurden früher bisweilen zur Gewinnung von Branntwein oder Essig verwendet. Gemahlen und mit Mehl vermischt wurden sie manchmal zu einem süßlich schmeckenden Brot verarbeitet. In der Volksmedizin fanden die Früchte in Gebirgsregionen bei Husten, Durchfall und Katarrh Verwendung. Auch wurden sie in der Schweinemast eingesetzt. Laub und dünne Zweige dienten als Futter für Kleinvieh. Aus den im Herbst abgeschnittenen Zweigen konnte eine schwarze Farbe zur Färbung von Wolle gewonnen werden.
Als Zierbaum wird die Echte Mehlbeere in Parks, Gartenanlagen und als Straßenbaum angepflanzt.
Das relativ helle, mittelschwere Holz der Echten Mehlbeere besitzt einen sehr breiten hellgelben Splint und einen rotbraunen Kern. Es zeichnet sich durch große Härte und Zähigkeit aus. Es schwindet beim Trocknen stark. Es ist witterungsfest, dauerhaft und leicht bearbeitbar. Lokal wird es zu Drechsel- und Schnitzarbeiten eingesetzt und beispielsweise bei der Herstellung von Werkzeugstielen oder Fassdauben verwendet.